# Michail Michailowitsch Mustygin
Michail Michailowitsch Mustygin (russisch Михаил Михайлович Мустыгин; * 27. Oktober 1937 in Kolomna; † Januar 2023) war ein sowjetischer Fußballspieler.
Mustygin begann seine Karriere 1955 in seiner Geburtsstadt. Von 1959 bis 1960 lief er für den Hauptstadtverein PFK ZSKA Moskau auf. 1961 wechselte der Stürmer zu FK Dinamo Minsk. In den Jahren 1962 und 1967 wurde er Torschützenkönig der sowjetischen Liga.